# Коховка (Одесская область)
Коховка (укр. Кохівка) — село, относится к Ананьевскому району Одесской области Украины.
Население по переписи 2001 года составляло 366 человек. Почтовый индекс — 66430. Телефонный код — 4863. Занимает площадь 1,54 км². Код КОАТУУ — 5120282801.

## Местный совет
66431, Одесская обл., Ананьевский р-н, с. Коховка